# لاسي آسلاند
لاسي آسلاند (بالنرويجية البوكمول: Lasse Aasland)‏ هو سياسي نرويجي، ولد في 15 أغسطس 1926، وتوفي في 13 يونيو 2001. حزبياً، نشط في حزب العمال. وقد انتخب وزير دولة ‏.